# الهجانة
الهجانة، هي رواية للكاتب الروائي المصري أيمن رجب طاهر محمد، من مواليد 23 يونيو 1973 بمركز أبنوب بمحافظة أسيوط، توجت الرواية بجائزة كتارا للرواية العربية عن فئة الروايات المنشورة 2021.

## عن الرواية
"الهجانة" تدور حول غلاب النجار وابنته منصورة خلال الحرب العالمية الأولى. يتطوعون للخدمة مع الجيش البريطاني، ولكن يتم نقلهم إلى فرنسا بدلاً من العودة إلى مصر. يواجهون تحديات وغموضا حيث يكتشفون خدعة قادة الجيش، وتتمحور القصة حول محاولتهم للبقاء على قيد الحياة ومن ثم مساعدة الهجانة في الحرب. تنشأ قصة منصورة حين تسعى للانتقام وتكتشف الخدعة، مما يجعل الرواية مثيرة وممتعة للاطلاع عليها.
«لا يمكن لقنبلة أو لرصاصة أن تثير أو تحرك قواد الإبل وهم من الفلاحين الذين جُمعوا من القرى المصرية وكلهم عزّل من السلاح وغير مدربين على الحرب ويمكنهم أن يجروا عند الإشارة للهجوم وهم يسرعون في تلبية نداء ضباطهم البريطانيين»
«الطابور يسير ببطء، جندي يرتدي سروالًا قصيرًا يجلس أمام منضدة، من حين لآخر يغمس قلم الغاب المدبب في قنينة الحبر ويدوّن أسماء كل من يمر أمامه من شباب ورجال نحو الباحة الكبرى قرب مرسى السفن الرابضة بمرفأ الإسماعيلية.»

## أحداث رواية الهجانة
عندما بدأت العتمة في التسلل بقتامتها إلى الكامب الكبير في شامبيري، اشتعلت المشاعل لتستقبل فرقة الهجانة. كانت تلك الفرقة تضم أفرادًا من هجانة الشرقية والصعيد، بالإضافة إلى حرفيين قادمين من مدينة رشيد. ترحيب حار وحديث محبب ساد بين العمال، حيث تبادلوا الأحاديث بحميمية، وانبعثت روائح تراب بلادهم الغائبة، فكأنها تحمل قصص الأرض والوطن.
كان الجميع مشغولًا في تجهيز العشاء للقادمين المتعبين من رحلة شاقة، وبدون انتظار لأوامر من القادة الإنجليز أو الفرنسيين، جهز العمال أماكن البيوت والراحة للضيوف الجدد. وفيما يتجول "غلاب" بينهم، يحمل بين يديه تلالًا من الضيق، يعبر عن حمله لأعباء الحياة وصراعه مع الهزيمة المحتمة، حيث اختلط صداها بلحون يأس قلبه.
وسط هذا الجو الدافئ والتضاف الأصوات والروائح، اندمجت روح "غلاب" في مشهد الاستقبال، وفي صمته المتصنع، اندمجت قصة سميث، الذي دمرته الرحلة حتى انطفأ فيه أي رغبة في التواصل مع القادمين، وتراجعت في دواخله إرادة تبادل الكلام مع أحد منهم.

## جوائز
توجت الرواية بجائزة كتارا للرواية العربية في فئة "الروايات المنشورة" 2021